# 642 a.C.

## Eventos
- Amom, rei de Judá. Ele reinou por dois anos, até 640 a.C.[1][Nota 1]

## Mortes
- Manassés, 14º rei de Judá, rei desde 687 a.C., sucedido por seu filho Amom.[1]